# Paul Margueritte
Paul Margueritte (20. února 1860 Laghouat, Alžírsko – 29. prosince 1918, Hossegor, Francie) byl francouzský úředník, spisovatel, dramatik a mim.       

## Životopis
Paul se narodil v rodině generála Jeana-Augusta Margueritta (1823–1870) a Eudoxie rozené Mallarme (1838–1921). Měl bratra Victora (1866–1942) spisovatele. Jeho první ženou byla Yvonne Duchene. S druhou ženou Blanche Rouxovou měl dvě dcery spisovatelky: Ève Gaucherovou (1885–1971) a Lucii (1886–1955). Byl synovcem Stéphana Mallarmého.
Paul byl poslán do vojenské školy pro syny důstojníků v La Flèche. V roce 1880 se stal úředníkem ministra veřejného vyučování. Zpočátku byl amatérským mimem, autorem několika pantomim, zejména pantomim Pierrot assassin de sa femme (Théâtre de Valvins, 1881) a spolu s Fernandem Beissierem Colombine pardonnée (Cercle Funambulesque, 1888). 
Jeho prvním nedramatickým dílem byl životopis otce Mon père (1884). Spolu s Paulem Bonnetainem, J. H. Rosnym, Lucienem Descavesem a Gustavem Guichesem vydali v roce 1887 v listu Le Figaro „Manifest pěti“, v němž napadli profánní realismus Emila Zoly v románu Le Terre. Paul Margueritte byl autorem lesbického románu Tous Quatre a příznivcem naturalismu – v tomto žánru vydal řadu románů: Tous Quatre, La Confession posthume, Pascal Géfosse a Jours d'épreuves. Od roku 1896 některá svá díla psal se svým bratrem Victorem. Spolu s ním bojoval za rovnoprávnost a práva žen.
Byl jedním z prvních deseti členů Goncourtovy akademie, která každoročně od roku 1903 vybírá nejvýznamnější román francouzské literatury.
Od roku 1897 žil se svým bratrem Victorem na adrese rue Scheffer 56, poté ve vile de Beauséjour (16. pařížský obvod).

## Dílo
| Pierrot assassin de sa femme (1882), pantomime                                                                                   | L'album secret (1900)                                                                              |
| Mon père (1884) | Elémir Bourges (1905)                                                                              |
| Tous quatre (1885) lire en ligne [archive] sur Gallica                                                                           | À la mer (1906)                                                                                    |
| La confession posthume (1886); illustrations d'après les aquarelles de Laurent-Desrousseaux, lire en ligne [archive] sur Gallica | Les pas sur le sable (1906), souvenirs d'enfance                                                   |
| Jours d'épreuve (1886) | Les jours s'allongent (1908), souvenirs de jeunesse                                                |
| Pascal Gefosse (1887) | L'officer français, ce qu'il réclame (1908)                                                        |
| Colombine pardonnée (1888), pantomime                                                                                            | La lanterne magique (1909)                                                                         |
| Le petit théâtre, Théâtre de marionnettes (1888)                                                                                 | La Faiblesse humaine (1910)                                                                        |
| Amants (1890) | Les Fabrecé (1912), roman réaliste à tiroirs.                                                      |
| Maison ouverte (1890) lire en ligne [archive] sur Gallica                                                                        | La Maison brûle (1913)                                                                             |
| La force des choses (1890) | Les Sources vives (1913)                                                                           |
| Alger l'hiver (1891) | La Flamme (1914)                                                                                   |
| Bonne fortune (1891) | Nous, les mères (1914)                                                                             |
| Éloge de Pierrot (1891) | L'autre lumière (1915)                                                                             |
| Le Cuirassier blanc (1892), nouvelle, ill. d'après lesdessins de G. Conrad, lire en ligne [archive] sur Gallica                  | Contre les Barbares,1914–1915 (1915)                                                               |
| Sur le retour (1892), illustrations d'après les dessins de Georges Conrad, lire en ligne [archive] sur Gallica                   | L'Embusqué (1916)                                                                                  |
| Ma grande (1893), ill. d'après les aquarelles de Maurice Feuillet, lire en ligne [archive] sur Gallica                           | L'immense effort, 1915–1916 (1916)                                                                 |
| La mouche (1893), nouvelles | Jouir (1918)                                                                                       |
| Âme d'enfant (1894) | Pour toi, patrie! (1918)                                                                           |
| L'Avril (1894), nouvelle | Sous les pins tranquilles (1918)                                                                   |
| Fors l'honneur (1894) | Adam, Ève et Brid'oison (1919) lire en ligne [archive] sur Gallica                                 |
| La tourmente (1894) | Le printemps tourmenté: Souvenirs littéraires 1881–1896 (1919) lire en ligne [archive] sur Gallica |
| Simple histoire (1895) lire en ligne [archive] sur Gallica                                                                       | Au voleur! Au voleur! (1920), moralité en 2 actes                                                  |
| Le jardin du passé (1895), souvenirs d'enfance                                                                                   | Le sceptre d'or (1921)                                                                             |
| L'Essor (1896), illustrations d'après les aquarelles de Mangonot, lire en ligne [archive] sur Gallica                            | Tante Million (1925)                                                                               |
| L'Eau qui dort (1896) | La cité des fauves (1928)                                                                          |
| Le Pacte (1897), comédie | |

### Se svým bratrem Viktorem
| La Pariétaire (1896) | Zette, histoire d'une petite fille (1903) |
| Le Carnaval de Nice (1897) | Histoire de la guerre de 1870–1871 (1903) |
| Poum, aventures d'un petit garçon (1897) | Le Prisme (1905) |
| Une époque (4 volumes, 1898–1904): Vol. 1 Le Désastre (1898). Vol. 2 Les tronçons du glaive (1900). Vol. 3 Les braves gens', (1901). Vol. 4 La Commune (1904) | Quelques idées: le mariage libre, autour du mariage, pèlerins de Metz, l'oubli et l'histoire, les charges de Sedan, l'officier dans la nation armée, l'Alsace-Lorraine (1905) |
| Femmes nouvelles (1899) | Le Cœur et la Loi, Paris, Théâtre de l'Odéon, 9 octobre 1905, pièce en 3 actes                                                                                                |
| Le Poste des neiges (1899) | Sur le vif (1906) |
| Mariage et Divorce (1900) | Vanité (1907) |
| Les Deux Vies (1902) | L'Autre, pièce en 3 actes, Paris, Comédie-Française, 9 décembre 1907 |
| Le Jardin du Roi (1902) | L'eau souterraine (1910) |
| L'Eau souterraine (1903) | Nos tréteaux. Charades de Victor Margueritte. Pantomimes de Paul Margueritte (1910)                                                                                           |

### V češtině
- Tobolka: novella – přeložil -jv.- Praha: Jan Otto, 1894
- Dvou lásek spor: román – ilustroval Luděk Marold; př. Josef Pachmayer. Praha: J. Otto, 1899[1]
- Zlomený meč: román z války francouzsko-německé – napsal s bratrem Victorem Marguerittem; př. Karel Jenský. Praha: Národní listy, 1902
- Poum: příhody malého hocha – s bratrem V. M.; př. Alois Tuček. Praha: Hejda & Tuček, 1902
- Pohroma: [Mety 1870] – s bratrem V. M.; př. Jaroslav Jiroušek. Praha: Edvard Beaufort, 1903?[2]
- Chlapíci – s bratrem V. M.; př. Bořivoj Prusík. Praha: E. Beaufort, 1904[3]
- Komuna – s bratrem V. M.; př. Vítězslav Unzeitig. Praha: E. Beaufort, 1904
- Jařmo nebo volnost? – s bratrem V. M.; př. Karel Lužan. Praha: E. J. Baštýř, 1906
- Nové ženy – s bratrem V. M.; př. Olga Fastrová. Praha: František Šimáček, 1909
- Černá kněžna: dobrodružný román – př. K. L. Praha: Politika, 1913?
- Paní s fialkovýma očima – úvod František Sekanina; př. Anna Pammrová; in: 1000 nejkrásnějších novel... č. 63. Praha: J. R. Vilímek, 1914
- Ve víru Paříže: román – s bratrem V. M. Praha: 1916
- Zuzka: příhody malého děvčátka – s bratrem V. M.; př. Karel Dyrynk. Praha: Emil Šolc, 1917[4]
- Právo lásky – s bratrem V. M.; př. J. V. Horal. Třebechovice: Antonín Dědourek, 1919
- Divotvorná studánka: román – př. M. Janská. Praha: Šolc a Šimáček, 1920
- Marnost – s bratrem V. M.; př. L. Poláček. Praha: František Ziegner, 1925
- Poum: příhody malého hocha – s bratrem V. M.; př. Z. Chmelík. Praha: Mars, 1926
- Tři chvilky Zuzky: ze života malého děvčátka – př. Karel Dyrynk. Praha: Karel Dyrynk, 1931